# Haldenwang (Oberallgäu)
Haldenwang é um município da Alemanha, situado no distrito de Oberallgäu, no estado da Baviera. Tem 26,69 km² de área, e sua população em 2019 foi estimada em 3.814 habitantes.